# 미카엘 코럴
미카엘 코럴(네덜란드어: Michael Korrel, 1994년 2월 27일~)은 네덜란드의 유도 선수이다. 2020년 하계 올림픽과 2024년 하계 올림픽에 참가했으며 세계 선수권 대회에서 동메달 3개를 획득했다.